# Mu-Ye Wu
Mu-Ye Wu (chinois simplifié : 吴牧野 ; pinyin : Wú Mùyě) est un compositeur, transcripteur et pianiste virtuose chinois né le 23 décembre 1985 à Pékin. 

## Biographie
Né le 23 décembre 1985 à Pékin, il déménage sur l'île de Hainan à l'âge d'un an. Il commence, dès l'âge de cinq ans, à apprendre la musique et conquiert toute une suite de distinction : en 1994, il décroche le 1er prix du Concours de piano à Hong Kong puis sort diplômé du Conservatoire national supérieur de musique de Pékin en 2000,.
Il intègre à l'âge de 16 ans le Conservatoire national supérieur de musique de Paris dans la classe de Jacques Rouvier,. 
Il participe à de nombreux concours (Hong-Kong, Chine, Allemagne, Paris, Italie) où il gagne les 1er et 2e prix. Il est lauréat du concours international de piano Ferruccio-Busoni (2003) et du concours international Marguerite-Long-Jacques-Thibaud (2004),, à dix-neuf ans. L’année suivante, il accumule les récompenses lors des Journées européennes « Piano Campus » à Pontoise, puis le concours musical international Reine Élisabeth de Belgique (2007). 
Parallèlement, il poursuit ses études de musicologie à la Sorbonne. Il est devenu en 2012 le pianiste soliste principal de l'Orchestre national de Chine, avec lequel il a parcouru l'Europe et les États-Unis. Mu-Ye Wu est l'ambassadeur de la nouvelle génération des pianistes chinois.
Il apparaît dans son propre rôle dans Belles familles, film français réalisé par Jean-Paul Rappeneau en 2015.
Muye Wu, retenu en Chine en tant qu’artiste officiel du G20 à Hangzhou en 2016. Il a joué le Clair de Lune, la pièce la plus connue de Claude Debussy.